# Habib Benmimoun
Habib Benmimoun (en árabe: الحبيب بن ميمون‎; Oran, Argelia francesa; 11 de abril de 1957-29 de marzo de 2024) fue un futbolista y entrenador de fútbol argelino que jugó en las posiciones de defensa central y delantero.

## Carrera

### Club
| Periodo   | Club          |
| --------- | ------------- |
| 1977–1988 | MC Oran       |
| 1988–1989 | USM Bel Abbès |
| 1989–1994 | MC Oran       |

### Selección nacional
Jugó para Argelia en una ocasión el 11 de diciembre de 1987 en un empate 0–0 ante Túnez por la clasificación para la Copa Africana de Naciones de 1988.

### Entrenador
| Periodo   | Club    |
| --------- | ------- |
| 1995-1997 | MC Oran |
| 1997-1998 | MC Oran |

## Logros
- Algerian Championship: 1987–88[3]
- Algerian Cup: 1983–84,[3] 1984–85[3]